# Homosocialisation
Cet article parle de la socialisation romantique et sexuelle entre personnes de même sexe. Celle-ci ne doit pas être confondue avec l'homosocialité, qui désigne les sociabilités ni romantiques ni sexuelles entre personnes de même sexe
L'homosocialisation ou socialisation LGBT est le processus par lequel les personnes LGBT se rencontrent, communiquent et intègrent la communauté LGBT,,.
Les espaces d'homosocialisation peuvent avoir une forme physique ou virtuelle. Ils sont fréquentés par la communauté LGBTI afin de se faire des nouveaux amis ou bien pour trouver des partenaires amoureux ou sexuels. C'est dans ces espaces que les personnes LGBTI expriment leur identité sexuelle librement et sans contraintes.

## Drague gay
Avant la mise en place des endroits LGBT, la pratique la plus populaire pour intégrer la communauté était l'activité sexuelle dans des cadres fermés comme les parcs et les toilettes publiques. Même si moins fréquente aujourd'hui, cette pratique est encore existante, surtout entre les hommes.

## Lieux

### Plages

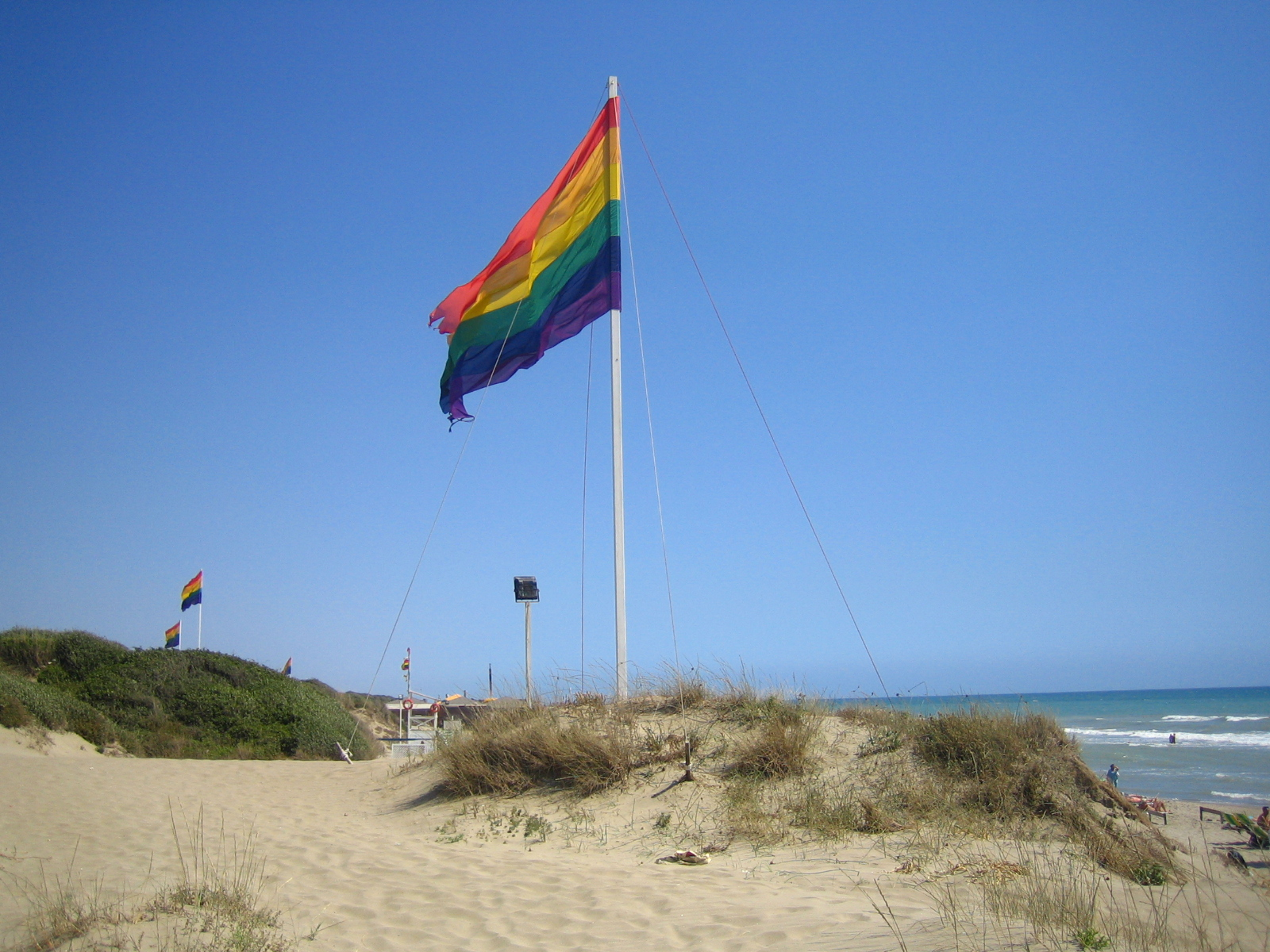
Rainbow flag flottant sur la plage de Capocotta dans la région du Latium, en Italie.

Dès le début du XIXème siècle existe une forme de sociabilité gay particulière à la plage, caractérisée notamment par la pratique du naturisme et de rencontres sexuelles. Ces plages, identifiées comme telles par les médias homosexuels, sont souvent à l'écart des centres-villes et balnéaires afin d'assurer la tranquillité des hommes qui les fréquentent.
La plage revêt un aspect symbolique particulier, où être dénudé est vécu comme une manière d'assumer son homosexualité au grand jour.
En revanche, il existe peu de plages lesbiennes, en raison d'un investissement différent entre gays et lesbiennes de l'espace public et de la nudité.

## Espaces en ligne
Les espaces en ligne sont particulièrement important pour la jeunesse LGBT : une étude réalisée en 2010 sur des adolescents LGBT américains montre que celles et ceux-ci ont plus souvent des amis en ligne que les jeunes hétérosexuels, et qu'ils jugent plus souvent ces amitiés en ligne de meilleure qualité et plus à même de leur fournir du support émotionnel.
Les espaces en ligne présentent toutefois leurs propres risques, en particulier celui de fournir des informations inexactes concernant la santé sexuelle.

### En complément des rencontres géographiques
Dans une étude sur la sociabilité homosexuelle dans la Drôme, département rural de France, Colin Giraud décrit la recherche de lieux de rencontres physiques gays comme un véritable « travail d'enquête » réalisé notamment sur les sites de rencontre spécialisés en ligne.
Pour les lesbiennes de Paris, la sociabilité en ligne a un effet double : d'une part, elle peut se substituer aux évènements et lieux lesbiens physique, en particulier sur les sites de rencontre ou les forums spécialisés, en remplissant les besoins de rencontre se déplacer ; d'autre part, elle peut la compléter et la structurer, les évènements lesbiens se faisant connaître par listes de diffusions ou réseaux sociaux, qui eux-mêmes deviennent pérennes une fois l'évènement révolu.